# 208 Dywizja Piechoty (III Rzesza)
208 Dywizja Piechoty (niem. 208. Infanterie-Division) – niemiecka dywizja z czasów II wojny światowej, sformowana przez dowództwo Landwehry w Lübben na mocy rozkazu z 26 sierpnia 1939 roku, w 3. fali mobilizacyjnej w III Okręgu Wojskowym.

## Struktura organizacyjna
- Struktura organizacyjna w sierpniu 1939 roku:

309, 337 i 338 pułk piechoty, 208 pułk artylerii, 208 batalion pionierów, 208 oddział przeciwpancerny, 208 oddział łączności;
- Struktura organizacyjna w kwietniu 1944 roku:

309, 337 i 338 pułk grenadierów, 208 pułk artylerii, 208 batalion pionierów, 208 batalion fizylierów, 208 oddział przeciwpancerny, 208 oddział łączności, 208 polowy batalion zapasowy;

## Dowódcy dywizji
- Generalmajor (Generalleutnant) Moritz Andreas[1] 1939 – 13 XII 1941
- General Hans-Karl von Scheele 13 XII 1941 – 1 II 1943
- Generalaleutnant Edgar Hielscher 28 IX 1942 - 21 XI 1942
- General Hans-Karl von Scheele 21 IX 1942 – 1 II 1943
- Generalleutnant Karl-Wilhelm von Schlieben 1 II 1943 – IV 1943
- Generalmajor Georg Zwade IV 1943 – 22 VI 1943
- Generalmajor Lothar Berger 30 III 1945 - 6 IV 1945
- Generalleutnant Hans Pieckenbrock 22 VI 1943 – 8 V 1945